# Lijst van voetbalinterlands Israël - Wales
Deze lijst van voetbalinterlands is een overzicht van alle officiële voetbalwedstrijden tussen de nationale teams van Israël en Wales. De landen speelden tot op heden zes keer tegen elkaar, te beginnen met een kwalificatiewedstrijd (play-offs) voor het Wereldkampioenschap voetbal 1958 op 15 januari 1958 in Tel Aviv. Het laatste duel, een kwalificatiewedstrijd voor het Europees kampioenschap voetbal 2016, vond plaats in Cardiff op 6 september 2015.

## Wedstrijden
| № | Plaats   | Datum            | Competitie           | Wedstrijd      | Uitslag |
| - | -------- | ---------------- | -------------------- | -------------- | ------- |
| 1 | Tel Aviv | 15 januari 1958  | WK 1958 kwalificatie | Israël – Wales | 0 – 2   |
| 2 | Cardiff  | 5 februari 1958  | WK 1958 kwalificatie | Wales – Israël | 2 – 0   |
| 3 | Tel Aviv | 10 juni 1984     | Vriendschappelijk    | Israël – Wales | 0 – 0   |
| 4 | Tel Aviv | 8 februari 1989  | Vriendschappelijk    | Israël – Wales | 3 – 3   |
| 5 | Haifa    | 28 maart 2015    | EK 2016 kwalificatie | Israël − Wales | 0 − 3   |
| 6 | Cardiff  | 6 september 2015 | EK 2016 kwalificatie | Wales − Israël | 0 − 0   |

## Samenvatting
| Competitie        | Totaal gespeeld | Winst Israël | Gelijk | Winst Wales | Doelsaldo Israël – Wales |
| ----------------- | --------------- | ------------ | ------ | ----------- | ------------------------ |
| WK-kwalificatie   | 2               | 0            | 0      | 2           | 0 − 4                    |
| EK-kwalificatie   | 2               | 0            | 1      | 1           | 0 − 3                    |
| Vriendschappelijk | 2               | 0            | 2      | 0           | 3 − 3                    |
| Totaal            | 6               | 0            | 3      | 3           | 3 − 10                   |

## Details

### Vijfde ontmoeting
| EK 2016 kwalificatie (scheidsrechter Milorad Mažić, Haifa, 28 maart 2015):                                                                                 |              | |
| Israël | 0 – 3        | Wales |
| | goals        | 45+1' Aaron Ramsey 50' Gareth Bale 77' Gareth Bale |
| Eli Guttman | bondscoach   | Chris Coleman |
| Ofir Marciano Tal Ben-Haim 60' Orel Dgani Omri Ben Harush Eytan Tibi Bibras Natkho Eran Zahavi 70' Shiran Yeini Lior Refaelov Omer Damari 44' Tal Ben-Haim | opstellingen | Wayne Hennessey James Collins Chris Gunter Neil Taylor Ashley Williams Ben Davies Gareth Bale 47' Joe Ledley 69' Hal Robson-Kanu 85' Aaron Ramsey Joe Allen |
| Tomer Hemed 44' Nir Biton 60' Ben Sahar 70' | wissels      | 47' David Vaughan 69' Sam Vokes 85' Shaun MacDonald |
| Lior Refaelov 44' | gele kaarten | |
| Eytan Tibi 49', 51' | rode kaarten | |

### Zesde ontmoeting
| EK 2016 kwalificatie (scheidsrechter Ivan Bebek, Cardiff, 6 september 2015):                                                                                 |              | |
| Wales | 0 – 0        | Israël |
| | goals        | |
| Chris Coleman | bondscoach   | Eli Guttman |
| Wayne Hennessey Chris Gunter Ashley Williams Ben Davies Ashley Richards Neil Taylor Andy King 86' David Edwards Aaron Ramsey Gareth Bale Hal Robson-Kanu 79' | opstellingen | Ofir Marciano Tal Ben-Haim Nir Bitton 90+3' Eran Zahavi 46' Beram Kayal 46' Moanes Dabour Eli Dasa Orel Dgani Bibras Natkho Omri Ben Harush Eytan Tibi |
| Simon Church 79' Sam Vokes 86' | wissels      | 46' Tal Ben-Haim 46' Tomer Hemed 90+3' Ben Sahar |
| Ashley Richards 59' Hal Robson-Kanu 79' | gele kaarten | 18' Moanes Dabour 45+1' Eli Dasa 56' Orel Dgani 61' Nir Bitton                                                                                         |

IFA · A-internationals · Kwalificatiewedstrijden · Bondscoaches · Statistieken · Israëlisch vrouwenelftal · Olympisch elftal · Israël U21 · Israël U20 · Israël U19 · Israël U18 · Israël U17 · Israël U16
1934 – 1939 · 
1940 – 1949 · 
1950 – 1959 · 
1960 – 1969 · 
1970 – 1979 · 
1980 – 1989 · 
1990 – 1999 · 
2000 – 2009 · 
2010 – 2019 ·
2020 − 2029
WK 1970
1934 · 
1935–1937 · 
1938 · 
1939 · 
1948 · 
1941–1947 · 
1948 · 
1949 · 
1950 · 
1951–1952 · 
1953 · 
1954 · 
1955 · 
1956 · 
1957 · 
1958 · 
1959 · 
1960 · 
1961 · 
1962 · 
1963 · 
1964 · 
1965 · 
1966 · 
1967 · 
1968 · 
1969 · 
1970 · 
1971 · 
1972 · 
1973 · 
1974 · 
1975 · 
1976 · 
1977 · 
1978 · 
1979 · 
1980 · 
1981 · 
1982 · 
1983 · 
1984 · 
1985 · 
1986 · 
1987 · 
1988 · 
1989 · 
1990 · 
1991 · 
1992 · 
1993 · 
1994 · 
1995 · 
1996 · 
1997 · 
1998 · 
1999 · 
2000 · 
2001 · 
2002 · 
2003 · 
2004 · 
2005 · 
2006 · 
2007 · 
2008 · 
2009 · 
2010 · 
2011 · 
2012 · 
2013 · 
2014 · 
2015 ·
2016 ·
2017 ·
2018 ·
2019 ·
2020 ·
2021 ·
2022 ·
2023
Albanië · 
Andorra ·
Argentinië ·
Armenië ·
Australië ·
Azerbeidzjan ·
België ·
Bosnië en Herzegovina ·
Brazilië ·
Bulgarije ·
Chili ·
Colombia ·
Cyprus ·
Denemarken ·
Duitsland ·
Engeland ·
Estland ·
Ethiopië ·
Faeröer ·
Filipijnen ·
Finland ·
Frankrijk ·
Georgië ·
GOS ·
Griekenland ·
Guatemala ·
Honduras ·
Hongarije ·
Hongkong ·
Ierland ·
IJsland ·
India ·
Iran ·
Italië ·
Ivoorkust ·
Japan ·
Joegoslavië ·
Kosovo ·
Kroatië ·
Letland ·
Liechtenstein ·
Litouwen ·
Luxemburg ·
Maleisië ·
Malta ·
Mexico ·
Moldavië ·
Montenegro ·
Myanmar ·
Nederland ·
Nieuw-Zeeland ·
Noord-Ierland ·
Noord-Macedonië ·
Noorwegen ·
Oekraïne ·
Oezbekistan ·
Oostenrijk ·
Pakistan ·
Polen ·
Portugal ·
Roemenië ·
Rusland ·
San Marino ·
Schotland ·
Servië ·
Singapore ·
Slovenië ·
Slowakije ·
Sovjet-Unie ·
Spanje ·
Taiwan ·
Thailand ·
Tsjechië ·
Turkije ·
Uruguay ·
Verenigde Staten ·
Wales ·
Wit-Rusland ·
Zambia ·
Zuid-Afrika ·
Zuid-Korea ·
Zuid-Vietnam ·
Zweden ·
Zwitserland
FAW · A-internationals · Bondscoaches · Statistieken · Welsh vrouwenelftal · Brits olympisch elftal · Wales U21 · Wales U20 · Wales U19 · Wales U18 · Wales U17 · Wales U16
1876 – 1899 ·
1900 – 1919 ·
1920 – 1929 ·
1930 – 1939 ·
1940 – 1949 ·
1950 – 1959 ·
1960 – 1969 ·
1970 – 1979 ·
1980 – 1989 ·
1990 – 1999 ·
2000 – 2009 ·
2010 – 2019 ·
2020 − 2029
EK 2016 · 
EK 2020
WK 1958
1876 · 
1877 · 
1878 · 
1879 · 
1880 · 
1881 · 
1882 · 
1883 · 
1884 · 
1885 · 
1886 · 
1887 · 
1888 · 
1889 · 
1890 · 
1891 · 
1892 · 
1893 · 
1894 · 
1895 · 
1896 · 
1897 · 
1898 · 
1899 · 
1900 · 
1901 · 
1902 · 
1903 · 
1904 · 
1905 · 
1906 · 
1907 · 
1908 · 
1909 · 
1910 · 
1911 · 
1912 · 
1913 · 
1914 · 
1915 · 1916 · 1917 · 1918 · 1919 · 
1920 · 
1921 · 
1922 · 
1923 · 
1924 · 
1925 · 
1926 · 
1927 · 
1928 · 
1929 · 
1930 · 
1931 · 
1932 · 
1933 · 
1934 · 
1935 · 
1936 · 
1937 · 
1938 · 
1939 · 
1940 · 1941 · 1942 · 1943 · 1944 · 1945 · 
1946 · 
1947 · 
1948 · 
1949 · 
1950 · 
1952 · 
1952 · 
1953 · 
1954 · 
1955 · 
1956 · 
1957 · 
1958 · 
1959 · 
1960 · 
1961 · 
1962 · 
1963 · 
1964 · 
1965 · 
1966 · 
1967 · 
1968 · 
1969 · 
1970 · 
1971 · 
1972 · 
1973 · 
1974 · 
1975 · 
1976 · 
1977 · 
1978 · 
1979 · 
1980 · 
1981 · 
1982 · 
1983 · 
1984 · 
1985 · 
1986 · 
1987 · 
1988 · 
1989 · 
1990 · 
1991 · 
1992 · 
1993 · 
1994 · 
1995 · 
1996 · 
1997 · 
1998 · 
1999 · 
2000 · 
2001 · 
2002 · 
2003 · 
2004 · 
2005 · 
2006 · 
2007 · 
2008 · 
2009 · 
2010 · 
2011 · 
2012 · 
2013 · 
2014 · 
2015 · 
2016 · 
2017 ·
2018 ·
2019 ·
2020 ·
2021 ·
2022 ·
2023
Albanië ·
Andorra ·
Argentinië ·
Armenië ·
Australië ·
Azerbeidzjan ·
België ·
Bosnië en Herzegovina ·
Brazilië ·
Bulgarije ·
Canada ·
Chili ·
China ·
Costa Rica ·
Cyprus ·
DDR ·
Denemarken ·
Duitsland ·
Engeland ·
Estland ·
Faeröer ·
Finland ·
Frankrijk ·
Georgië ·
Gibraltar ·
Griekenland ·
Hongarije ·
Ierland ·
IJsland ·
Iran ·
Israël ·
Italië ·
Jamaica ·
Japan ·
Joegoslavië ·
Kazachstan ·
Koeweit ·
Kroatië ·
Letland ·
Liechtenstein ·
Luxemburg ·
Malta ·
Mexico ·
Moldavië ·
Montenegro ·
Nederland ·
Nieuw-Zeeland ·
Noord-Ierland ·
Noord-Macedonië ·
Noorwegen ·
Oekraïne ·
Oostenrijk ·
Panama ·
Paraguay ·
Polen ·
Portugal · 
Qatar ·
Roemenië ·
Rusland ·
San Marino ·
Saoedi-Arabië ·
Schotland ·
Servië ·
Servië en Montenegro ·
Slovenië ·
Slowakije ·
Sovjet-Unie ·
Spanje ·
Trinidad & Tobago ·
Tsjechië ·
Tsjecho-Slowakije ·
Tunesië ·
Turkije ·
Uruguay ·
Verenigde Staten ·
Wit-Rusland ·
Zuid-Korea ·
Zweden ·
Zwitserland
Engeland (2016) · 
Denemarken (2021) · 
Italië (2021) · 
Rusland (2016) ·
Slowakije (2016) · 
Turkije (2021) · 
Zwitserland (2021)